# 13e étape du Tour de France 1989
Pour un article plus général, voir Tour de France 1989.
La 13e étape du Tour de France 1989 se déroule le 14 juillet. Elle part de Montpellier et arrive à Marseille, pour une distance de 179 kilomètres. L'étape est remportée par le Français Vincent Barteau tandis que son compatriote Laurent Fignon conserve la tête du classement général.

## Classement de l'étape
Les dix premiers de l'étape sont :
| Classement de la 13e étape | Classement de la 13e étape | Classement de la 13e étape | Classement de la 13e étape | Classement de la 13e étape |
|                            | Coureur                    | Pays                       | Équipe                     | Temps                      |
| -------------------------- | -------------------------- | -------------------------- | -------------------------- | -------------------------- |
| 1er                        | Vincent Barteau            | France                     | Super U-Raleigh-Fiat       | en 4 h 17 min 31 s         |
| 2e                         | Jean-Claude Colotti        | France                     | RMO                        | + 0 min 45 s               |
| 3e                         | Martial Gayant             | France                     | Toshiba-Kärcher-Look       | + 1 min 16 s               |
| 4e                         | Steve Bauer                | Canada                     | Helvetia-La Suisse         | + 1 min 21 s               |
| 5e                         | Etienne De Wilde           | Belgique                   | Histor-Sigma               | + 1 min 25 s               |
| 6e                         | Sean Kelly                 | Irlande                    | PDM-Ultima-Concorde        | m.t.                       |
| 7e                         | Per Pedersen               | Danemark                   | RMO                        | m.t.                       |
| 8e                         | Andreas Kappes             | Allemagne                  | Toshiba-Kärcher-Look       | m.t.                       |
| 9e                         | Alfred Achermann           | Suisse                     | Domex-Weinmann             | m.t.                       |
| 10e                        | Laudelino Cubino           | Espagne                    | BH                         | m.t.                       |
| modifier                   |                            |                            |                            |                            |